# Le Vernet (Allier)
Le Vernet é uma comuna francesa na região administrativa de Auvérnia-Ródano-Alpes, no departamento Allier. Estende-se por uma área de 10,07 km². Em 2010 a comuna tinha 1 981 habitantes (densidade: 196,7 hab./km²).